# Église Saint-Martin de Saint-Martin-en-Bière
L’église Saint-Martin est un édifice religieux catholique situé à Saint-Martin-en-Bière, en France.

## Situation et accès
L’édifice est situé entre la place de l’Église et le rue du Menhir, dans le centre de Saint-Martin-en-Bière. Plus largement, il se trouve dans le département de Seine-et-Marne, en région Île-de-France.